# Wólka Siemieńska
Wólka Siemieńska – wieś w Polsce położona w województwie lubelskim, w powiecie parczewskim, w gminie Siemień.
W latach 1975–1998 miejscowość administracyjnie należała do województwa bialskopodlaskiego.
Wieś stanowi sołectwo w gminie Siemień. Według Narodowego Spisu Powszechnego z roku 2011 wieś liczyła 204 mieszkańców.
Wierni Kościoła rzymskokatolickiego należą do parafii św. Stanisława w Czemiernikach.

## Historia
Siemieńska-Wólka według opisu Słownika geograficznego Królestwa Polskiego stanowiła wieś i folwark nad rzeką Tyśmienicą w powiecie radzyńskim, gminie Siemień, parafii Czemierniki, odległa 18 wiorst od Radzynia. W roku 1871 folwark Siemieńska–Wólka, oddzielony został od dóbr Siemień. Folwark posiadał wówczas rozległość 657 mórg [...].